# Fatima Zahra El-Qorachi
Fatima Zahra El-Qorachi –en árabe, فاطمة الزهراء القرشي– (nacida el 6 de diciembre de 1995) es una deportista marroquí que compite en judo. Ganó una medalla de oro en el Campeonato Africano de Judo de 2018 en la categoría de –52 kg.

## Palmarés internacional
| Campeonato Africano | Campeonato Africano | Campeonato Africano | Campeonato Africano |
| Año                 | Lugar               | Medalla             | Categoría           |
| ------------------- | ------------------- | ------------------- | ------------------- |
| 2018                | Túnez (Túnez)       | Medalla de oro      | –52 kg              |